# Ignacio Cueva Martínez
Ignacio Cueva Martínez es un político mexicano miembro del Partido Socialista de los Trabajadores. Fue diputado al Congreso de Colima en la XLVII Legislatura del Congreso del Estado de Colima. Durante su cargo, se pronunció a favor de la votación a gobernador de Elías Zamora Verduzco, declarando que las mismas se habían realizado conforme a lo establecido en la Ley, aceptando la derrota. Fue partícipe en la creación de la Ley Estatal de Responsabilidades de los Servidores Públicos, misma que fue publicada en el Periódico Oficial "El Estado de Colima" el sábado 8 de diciembre de 1984. 